# Comtat de Crook
|  | Per a altres significats, vegeu «Comtat de Crook (Wyoming)». |

Crook és un dels 36 comtats de l'estat d'Oregon, als Estats Units. En el cens del 2020 tenia de 24.738 habitants. La seu del comtat és Prineville. El comtat rep el nom de George Crook, un oficial de l'exèrcit dels Estats Units que serví a la Guerra Civil i a diverses guerres índies.
El comtat de Crook comprèn l'àrea estadística micropolitana de Prineville, Oregon, que s'inclou a l'àrea estadística combinada de Bend — Prineville, Oregon.

## Història

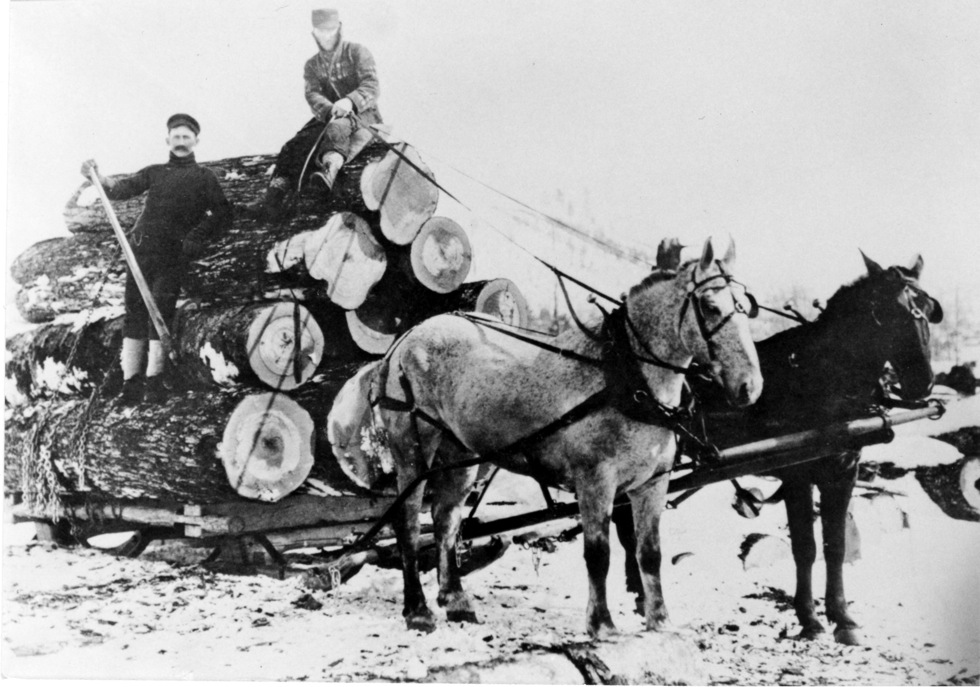
Tala d'arbres a les muntanyes Ochoco, c. 1900

El comtat de Crook fou establert el 9 d'octubre de 1882 per una llei de la Legislatura de l'Estat d'Oregon. El comtat fou batejat en honor del general George Crook, un veterà de diverses batalles contra els pobles indígenes de l'est d'Oregon a mitjans del segle XIX. El comtat es creà a partir de territori que formava part del comtat de Wasco, incloent-hi la regió muntanyosa als contraforts de les Blue Mountains es creuen amb la Serralada de les Cascades.
Prineville incorporada el 1880 i aleshores l'única ciutat incorporada del comtat, va ser establerta com a seu del comtat.Aquesta decisió va ser confirmada pels votants a les eleccions generals del 1884.
Des de bon principi, la ramaderia ha estat un dels principals sectors econòmics del comtat, amb enormes ramats pasturant al camp des de la dècada de 1880. L'agricultura també es va desenvolupar en certes regions de vall favorables a l'agricultura.
L'explotació forestal a les muntanyes Ochoco i les fàbriques de fusta que l'acompanyaven també van contribuir en gran manera al creixement econòmic i demogràfic del comtat. La primera menció registrada d'una serradora és de George Barnes, parlant de la serradora Swartz a Mill Creek, cap al 1867.

## Geografia

Mapa del comtat de Crook

El comtat és al centre geogràfic d'Oregon. Segons l'Oficina del Cens el comtat té una superfície de 2,987 milles quadrades (7,740 km2) de les quals 2,979 milles quadrades (7,720 km2)  son terra ferma i 8.2 milles quadrades (21 km2)  (0,3 %) son cobertes per les aigües. La massa d'aigua més gran del comtat de Crook és  l'embassament Prineville Reservoir. El comtat reduí la seva mida original de 8,600 milles quadrades (22,000 km2)  per la creació del comtat de Jefferson  1914 i del comtat de Deschutes el 1916. Els límits actuals es van establir el 1927.

### Comtats adjacents
- Comtat de Jefferson - nord
- Comtat de Wheeler - nord
- Comtat de Grant - est
- Comtat de Harney - sud-est
- Comtat de Deschutes - sud-oest

## Entitats de població
Ciutat
- Prineville (seu del comtat)

Llocs designats pel cens
- Juniper Canyon
- Ochoco West
- Prineville Lake Acres

Altres comunitats no incorporades
- Forest Crossing
- Lone Pine
- O'Neil
- Paulina
- Post
- Powell Butte
- Roberts
- Suplee

## Demografia

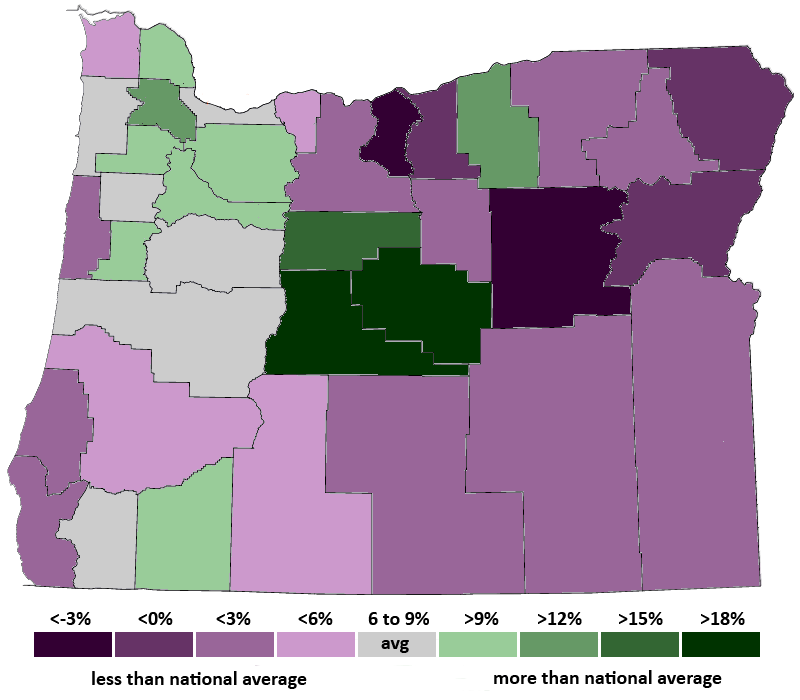
Del 2000 al 2007, la població del comtat de Crook va créixer un 34,9%, més de tres vegades la mitjana estatal. Va ser el segon comtat de més ràpid creixement de l'estat, després del veí comtat de Deschutes.

### Cens del 2010
Al cens del 2010 al comtat constaven 20.978 persones, 8.558 llars i 6.025 famílies resultant una densitat de població de 7.0 habitants per milla quadrada (2.7/km2). Hi havia 10.202 habitatges amb una densitat mitjana de 1,3 habitatges /km² (3,4 habitatges per milla quadrada). El perfil racial del comtat era d'un 92,7% de  blancs, un 1,4% d'amerindis, un 0,5% d'asiàtics, un 0,2% de negres o afroamericans, un 0,1% d'illencs del Pacífic, un 3,2% d'altres races i 2,0% de dues o més races. Els d'origen hispà o llatí constituïen el 7,0% de la població. Pel que fa a l'ascendència, el 20,7% eren alemanys, el 14,6% anglesos, el 12,6% irlandesos i el 6,2% nord-americans.
Dels 8.558 habitatges, en el 27,7% hi vivien menors de 18 anys, el 57,1% eren parelles casades vivint juntes, el 9,0% tenien una dona cap de família sense marit present, el 29,6% no eren famílies i el 24,1% de totes les llars estaven formades per una sola persona. La mida mitjana de les llars era de 2,42 persones i la mida mitjana de les famílies era de 2,84 persones. L'edat mitjana era de 45,6 anys.
Al comtat la renda mediana per llar era de 46.059 dòlars i la renda mediana per família era de 52.477 dòlars. Els homes tenien una renda mediana de 41.375 dòlars enfront dels 29.545 dòlars de la de les dones. La renda per càpita del comtat era de 22.275 dòlars. Un 10,6% de les famílies i el 14,0% de la població estaven per sota del llindar de pobresa, entre aquests el 26,1% dels menors de 18 anys i el 4,0% dels majors de 65 anys.

### Cens del 2000
Al cens del 2000 hi havia 19.182 persones, 7.354 llars i 5.427 famílies vivint al comtat. La densitat de població era de 2,3 habitants/km2 (6 hab./milla quadrada). Hi havia 8.264 habitatges amb una densitat mitjana de 1,2 habitatges /km² (3 habitatges per milla quadrada). El perfil racial del comtat era d'un 92,95% de blancs, un 0,04% de negres o afroamericans, un 1,30% de nadius americans, un 0,43% d'asiàtics, 0,03% d'illencs del Pacífic, 3,81% d'altres races i un 1,43% de dues o més races. El 5,64% de la població era hispana o llatina de qualsevol raça. El 26,2% eren d'ascendència americana, el 14,8% alemanya, el 9,7% anglesa i el 8,9% irlandesa.
Hi havia 7.354 llars, de les quals el 32,30% tenien fills menors de 18 anys que vivien amb ells, el 61,50% eren parelles casades que vivien juntes, el 8,20% tenien una dona cap de família sense marit present i el 26,20% no eren famílies. El 21,30% de totes les llars estaven formades per una sola persona, i el 9,50% tenien algú que vivia sol i que tenia 65 anys o més. La mida mitjana de les llars era de 2,57 persones i la mida mitjana de les famílies era de 2,96.
Al comtat la població es distribuïa en les següents franges etàries: un 26,60% de menors de 18 anys, un 7,50% de 18 a 24 anys, un 25,50% de 25 a 44 anys, un 25,70% de 45 a 64 anys i un 14,70% majors de 65 anys. L'edat mitjana era de 39 anys. Per cada 100 dones hi havia 99,40 homes. Per cada 100 dones de 18 anys o més, hi havia 97,30 homes.
La renda mediana per llar al comtat era de 35.186 dòlars, i la renda mediana per família era de 40.746 dòlars. Els homes tenien una renda mediana de 32.166 dòlars enfront dels 22.580 dòlars de la de les dones. La renda per càpita del comtat era de 16.899 dòlars. Un 8,10% de les famílies i l'11,30% de la població estaven per sota del llindar de pobresa, incloent-hi el 13,90% dels menors de 18 anys i el 8,10% dels majors de 65 anys.

## Política

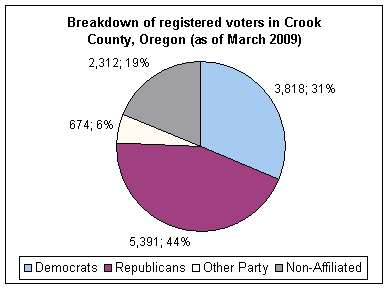
Orientacions polítiques del comtat de Crook.

Tot i que el comtat de Crook és el més cèntric d'Oregon, políticament s'alinea amb la part oriental de l'estat. La majoria dels votants registrats per un partit polític al comtat de Crook, així com a la majoria dels comtats de l'est d'Oregon, són membres del Partit Republicà.El comtat de Crook va ser anteriorment fou un comtat bellwether presidencial, votant amb el guanyador des del 1888, en 26 eleccions presidencials. No obstant això, el comtat va perdre el seu estatus de referent més llarg a favor del comtat d'Okanogan, Washington, després de votar per George Bush el 1992. Ha votat republicà des de llavors.

## Educació
Hi ha un districte escolar al comtat: el districte escolar del comtat de Crook. Tot el comtat de Crook està zonificat com a Crook County High School.
El comtat de Crook es troba dins del límit del Central Oregon Community College.